# الملازم كيرو
الملازم كيرو (باليابانية: ケロロ軍曹، بالروماجي: Keroro Gunsō) هو مسلسل أنمي ياباني تلفزيوني إنتاج استوديو سنرايز، مكون من 358 حلقة، عرض في 3 أبريل عام 2004 واستمر حتى 4 أبريل عام 2011 وقد تم دبلجة 58 حلقة منه، وقد عُرض على قناة سبيس تون، قصة الأنمي تدور حول مجموعة من الفضائيين الغزاة قادمين من كوكب الضفادع لاحتلال الأرض.
الملازم كيرو، الشخصية الرئيسية في المسلسل، قائد فرقة عسكرية كان مختبئاً خلف ورق حائط غرفة أحد الأرضيين، وحين كشف أمره، بدأت حياة تلك الأسرة تتغير جذرياً، بعد إمساكه بدأكيرو بأعمال منزل تلك الأسرة، بعدما غادر جيش الضفادع كوكب الأرض وترك الملازم وحيداً، كان الملازم يحب جمع الألعاب التركيبية.

## أحداث المسلسل
تدور قصة المسلسل حول فرقة الملازم كيرو، مجموعة من الضفادع الغزاة القادمين من كوكب الضفادع، الذين يحاولون غزو الأرض، ولكنهم يفشلون كل مرة.
قائد الفرقة، الملازم كيرو، يشعر بالفرح والذهول عندما يرى الألعاب التركيبية، ويمضي معظم وقته في تركيبها واستعمال حاسوبه عوضاً عن التفكير في غزو الأرض.
الرقيب المولع بالقتال، جيرو، يغضب من الملازم كيرو عندما يراه يلهو بألعابه دون التفكير في المهمة التي جاء من أجلها، أكبر عثرة في طريق غزوهم لكوكب الأرض هي عائلة هيناتا التي اعتنت كيرو بعد أن تركه الجيش الفضائي وحيداً.
كيرو دائماً يعمل في بيت تلك العائلة يقوم الأعمال المنزلية مجبراً من قبل الفتاة ناتسومي. هناك أربعة آخرون من الفضائيين، كل واحد منهم وجد نفسه في رعاية أحد البشريين المتصلين عائلة هيناتا عر كثير من الأحداث في المسلسل.

## الإنتاج والجوائز
تم إنتاج المسلسل في استديو سنرايز، وعرض لأول مرة في قنوات أنيماكس، تي في طوكيو وتي إكس إن، في الساعة 10:00 إلى الساعة 10:30 منذ أبريل 2004 كل سبت بالإضافة إلى 4 أفلام.
كا الأفلام أخرجها جونيتشي ساتو وأنتجت في استوديو سنرايز.
في عام 2005 حصل على جائزة شوجاكاكون لبرامج الأطفال

## الشخصيات
فرقة الغزاة (فرقة كيرو):
الملازم كيرو: ケロロ軍曹 المتلاعب، البطل الشرير والشخصية الأساسية، الذي يقضي معظم وقته في تركيب ألعابه والقيام بالأعمال المنزلية في منزل عائلة هيناتا، أرسلت فرقة كيرو لاحتلال كوكب الأرض لكن خطاً بسيطاً جعل الجيش الفضائي ينسحب من الكوكب تاركا فرقة كيرو المكونة من خمسة ضفادع وحدها على هذا الكوكب.
قام بالأداء الصوتي: الياباني:كُميكو واتانابي، الإنجليزي:تود هابركورن، العربي: رغدة الخطيب.
المجندة تاما: タママ二等兵 تساعد كيرو بدون أن تسأله. تحترم الملازم كثيراً وتظهر بشخصية لطيفة ومحببة في المسلسل. تاما لديها انفصام في الشخصية تماماً مثل مالكتها موموكا، وتنتقل من حالة اللطف إلى حالة من الهيجان عندما يلامسها شيء صغير كذبابة المنزل، وتشعر بالغيرة كلما كان هناك شخص قريب من الملازم كيرو، خاصةً موا.
سلاحها الخاص هو: كرة اللهب، تاما تحب المأكولات الخفيفة والحلويات.
قام بالأداء الصوتي: الياباني:إتسوكو كوزاكورا، الإنجليزي:برينا بالينسيا، العربي: أنجي اليوسف.
الرقيب جيرو: ギロロ伍長 هو حامل السلاح في الفرقة والطلقات الدقيقة القاتلة، ويحب أيضاً طبخ البطاطا الحلوة.
و هو يكره كسل كيرو وتركه للمهمة التي أرسلوا من أجلها.
قام بالأداء الصوتي: الياباني:جوجي ناكاتا، الإنجليزي:كريستوفر سابات، العربي: محمد مصطفى.
الرائد كورو: クルル曹長 هو المخترع وضابط المخابرات في الفرقة، كئيب ومحتال وغير مرغوب لدى الكثيرين، الذين يرونه مثيراً للاكتئاب والحقد، وهو يصنع أكثر أسلحة الفرقة ورغم طيعته الحقودة، لم ينجح أي اختراع في أن يؤثر تأثيرا دائماً.
و يميل إلى تلمس الأرض عندما تنكسر نظارته، وهو صديق جيد مع سابورو، ونظارته تتكسر عندما يسمع شيئاً لا يحبه، ويعيش في مختبره المليء بالقمامة الفضائية.
قام بالأداء الصوتي: الياباني:تاكهيتو كوياسو، الإنجليزي:تشاك هيوبر، العربي: منصور السلطي.
العريف دورو: ドロロ士長 و هو آخر شخصية ظهرت من الفرقة وبارع في فنون النينجا مرافقته هي كويوكي وهي التي علمته فنون النينجا، وكان اسمه من قبل زيرو، وكان هو كيرو وجيرو أصدقاء طفولة، وكان كيرو يسيء معاملته، ولكن دورو كان يفعل ما يقوله كيرو لأنهما بحسب نظره صديقان، وبسبب اعتداء كيرو عليه صار دورو في حالة مؤقتة من الكآبة عندما يتذكر دورو شيئاً سيئاً فعله كيرو له، يصير دورو منسياًّ. دورو تخرج في قمة الجنود المقاتلين.
قام بالأداء الصوتي: الياباني:تاكيشي كساو، الإنجليزي:جي مايكل تاتوم، العربي: مجد ظاظا.
عائلة هيناتا:
الابن في العائلة هو فيوكي (日向 冬樹)، المهووس بكل الأشياء الخارقة. فيوكي هو صديق كيرو ودائماً يذكره بصداقتهما عندما يحاول كيرو كيرو غزو الأرض.
قام بالأداء الصوتي: الياباني:توموكو كاواكامي (الحلقات 1-230)، هوكو كواشيما (الحلقات 230-)، الإنجليزي:ليا كلارك، العربي: آمنة عمر.
الابنة في العائلة هي ناتسومي (日向 夏美)، غالباً تمنعه من غزو الأرض ورغبته في تركيب الألعاب.
قام بالأداء الصوتي: الياباني:تشيوا سايتو، الإنجليزي:تشيرامي ليف، العربي: مجد ظاظا.
الأم آكي (日向 秋)، هي مصممة قصص للأطفال التي أعجبت بكيرو لكونه مصدر إلهامها للقصة التي تود نشرها.
قام بالأداء الصوتي: الياباني:أكيكو هيراماتسو، الإنجليزي:جامي مارتشي.
شخصيات أخرى:
بالإضافة إلى الشخصيات الرئيسية، المسلسل يضم أيضاً بعض الشخصيات الثانوية، بمن فيهم:
الفتاة الثرية موموكا(西澤 桃華)(قام بالأداء الصوتي: الياباني:هارونا إكيزاوا، الإنجليزي:مونيكا ريال، العربي: أسيمة يوسف). وحارسها الشخصي مول(森山ポール) (قام بالأداء الصوتي: الياباني:كيجي فجيوارا، الإنجليزي:كنت ويليامز)، وهما صديقان لعائلة هيناتا، وتاما تعيش معهما.
بالإضافة إلى المذيع سابورو(睦実 サブロー)(قام بالأداء الصوتي: الياباني:أكيرا إيشيدا، الإنجليزي:جول ماكدونالد، العربي: منصور السلطي) وفتاة النينجا كويوكي(東谷 小雪)(قام بالأداء الصوتي: الياباني:ريو هيروهاشي، الإنجليزي:لوسي كريستيان.)، وصديقة فرقة كيرو موا(アンゴル モア)(قام بالأداء الصوتي: الياباني:ماميكو نوتو، الإنجليزي:كاري سافج.)، التي أرسلت إلى الأرض لتدميرها، ولكنها مضطرة لحمايتها من أجل كيرو، الذي يريدها ألا تدمر اللأرض بعد أن يذكره فيوكي أنه لن يحصل على الألعاب إذا تدمرت الأرض.
و بعض الفضائيين الذين يشبهون البشر بمن فيهم محقق الفضاء كوجو(コゴロー) وأخته لافي(ラビー)، والمغنية سومو(すもも) المتكرر ظهورها في المسلسل.

## الممثلون
- رغدة الخطيب - الملازم كيرو
- آمنة عمر - فيوكي
- أنجي اليوسف - آكي، تاما المجندة
- مجد ظاظا - ناتسومي، العريف دورو
- أسيمة يوسف - موموكا (مدرجة باسم أسيمة أحمد)
- محمد مصطفى - الرقيب جيرو، الراوي
- منصور السلطي - سابورو، الرائد كورو
- خلدون قاروط - كوغو (الصوت الأول)
- عادل أبو حسون - كوغو (الصوت الثاني)
- فاتن عيدو - موا

## طاقم العمل

### النسخة العربية
- الإعداد: طالب الرفاعي
- المراجعة: عماد عكر
- التدقيق اللغوي: رمضان أيوب
- الترجمة: نوار الحمصي
- المكساج: نديم سليمان
- المونتاج: علاء درداري
- التترات: محمد القزة
- المعالجة الإلكترونية: يونس غزال
- إدارة الإنتاج: رضوان حجازي
- المتابعة المالية: محمد حسان مهنا، عبد القادر نبهان
- إنتاج وتوزيع: CARTOON STAR (ماهر الحاج ويس)
- تنفيذ الدوبلاج: مركز الزهرة
- الإشراف الفني: نديم سليمان

## دبلجات أخرى
أمريكا الشمالية:
| الدول                  | المحطة        | الاسم     |
| ---------------------- | ------------- | --------- |
| كندا، الولايات المتحدة | FUNimation TV | Sgt. Frog |

آسيا:
| الدول                                 | المحطة                   | الاسم                     |
| ------------------------------------- | ------------------------ | ------------------------- |
| الوطن العربي                          | سبيس تون (2010)          | كيرو                      |
| الهند،إندونيسيا،ماليزيا،الفلبين،الصين | أنيماكس                  | Sergeant Keroro           |
| هونغ كونغ                             | تلفزيون كبلي,TVB         | -                         |
| إندونيسيا                             | antv                     | Keroro                    |
| ماليزيا                               | إن تي في 7               | Keroro                    |
| الفلبين                               | ABS-CAN                  | Sgt Keroro                |
| كوريا الجنوبية                        | تونيفيرس ‏                | 케로로 중사               |
| تايوان                                | كارتون نتورك,توقيت الصين | -                         |
| تايلند                                | TITV                     | เคโรโระ ขบวนการอ๊บอ๊บป่วนโลก |

أوروبا:
| الدول               | المحطات       | الاسم                 |
| ------------------- | ------------- | --------------------- |
| فرنسا               | Télétoon      | Keroro, mission Titar |
| إيطاليا             | إيطاليا 1 ‏    | Keroro                |
| إسبانيا             | كارتون نتورك  | Sargento Keroro       |
| إسبانيا (كاتالونيا) | TV3           | Sargento Keroro       |
| إسبانيا (غاليسيا)   | TVG           | Sargento Keroro       |
| البرتغال            | -             | Panda Biggs           |
| المملكة المتحدة     | Funimation TV | Sgt. Frog             |

## وصلات خارجية
- الملازم كيرو على موقع ANN manga (الإنجليزية)

- موقع المسلسل (باليابانية)
- موقع سنرايز - كيرو (باليابانية)
- موقع تي في طوكيو - كيرو (باليابانية)
- الموقع الرسمي لأفلام كيرو (باليابانية)
- دليل حلقات كيرو (بالإنجليزية)
- الموقع الرسمي لأنيماكس الهند (بالإنجليزية)
- الموقع الرسمي لتوكيوبوب. موقع المانغا (بالإنجليزية)
- الموقع الرسمي لكيرو الإنجليزي (بالإنجليزية)